# Encounter!
Encounter! est un jeu vidéo de type shoot 'em up développé par Paul Woakes et publié en 1983 sur Atari 8-bit par Novagen Software au Royaume-Uni et par Synapse Software aux États-Unis,. Il est ensuite porté sur Commodore 64 en 1984 puis sur Amiga et Atari ST au début des années 1990,. Le jeu se déroule dans un univers de science-fiction dans lequel le joueur fait partie d’une équipe chargé d’explorer une mystérieuse planète. A ce titre, il est chargé de piloté le véhicule anti-gravité de l’expédition et de protéger les autres explorateurs. Son système de jeu est similaire à celui de Battlezone sorti sur borne d'arcade en 1980. Le joueur contrôle son véhicule dans des environnements en trois dimensions qu’il visualise en vue à la première personne depuis le cockpit,.